# Mechanize
Mechanize ist das achte Studioalbum der US-amerikanischen Metal-Band Fear Factory. Es wurde am 5. Februar 2010 in Deutschland und am 9. Februar 2010 in den USA bzw. international veröffentlicht.

## Entstehung
Das Album wurde in der Zeit von Juli bis September des Jahres 2009 in den Surplus Studios im kalifornischen Van Nuys, einem Stadtteil von Los Angeles, eingespielt, produziert und gemastert.
Gene Hoglan übernahm bereits im Vorfeld des Entstehungsprozesses des Albums die Arbeit als künftiger Fear-Factory-Schlagzeuger. Er ersetzte damit das langjährige Bandmitglied Raymond Herrera am Schlagzeug. Des Weiteren kehrte Dino Cazares zu Fear Factory zurück und ersetzte Christian Olde Wolbers, welcher vormals für Bass und Gitarre zuständig war. Dieser Besetzungswechsel, der dem Aufnahmeprozess zu Mechanize vorausging war Ursache für einige Meinungsverschiedenheiten zwischen den Bandmitgliedern, zudem wurden sowohl Herrera als auch Wolbers nicht direkt aus der Band geworfen, stattdessen wurde unter Einbeziehung Gene Hoglans als neues festes Mitglied das Projekt Fear Factory neu gestartet.
Das Stück Fear Campaign enthält als einer der wenigen Fear Factory-Songs ein Gitarrensolo.

## Editionen
Mechanize erschien in vier unterschiedlichen Versionen im Handel:
- einer Standardfassung, welche das Album in Schallplatten- bzw. Compact-Disc-Format mit 10 Titeln umfasst.
- einer Limited Edition in Digipak-Form inklusive Bonustracks (sowohl als Bestandteil des physischen Datenträgers als auch in Form zusätzlich im Internet herunterladbarer Musikdateien) und online abrufbaren interaktiven Inhalten. Das Online-Angebot umfasst neben den genannten Bonustiteln (remasterte Demoaufnahmen aus dem Jahre 1991) zudem eine Fotogalerie mit Promofotos der Band, Desktophintergründe sowie ein Gewinnspiel. Die Erreichbarkeit dieses Onlineangebots wird für zwölf Monate ab Erscheinen des Albums garantiert.[3]
- einer streng limitierten Fanbox in Form eines Werkzeugkoffers aus Metall mit eingestanztem Fear-Factory-Logo, welcher – nebst dem Album als Digipak – Bleistift, Hammer, Schraubenzieher, Zange, Zollstock, Maßband, Aufnäher, Poster, Zertifikat und Aufkleber enthält.
- eine Festival Box, welche das Album im Jewelcase enthält (auf diesem sind die drei Demosongs als Bonus), eine MC mit drei Demosongs von 1991, ein Gürtel mit dem Bandlogo, ein Bandana und Oropax.[4]

## Rezeption
Alex Henderson beschrieb das Album in seiner Rezension für Allmusic als wenig „frisch“ und frei von wirklichen Neuerungen, gestand der Band aber nach wie vor kraftvollen Sound und Liebe zum Detail zu. Henderson vergab in seiner Albumkritik 3,5 von 5 möglichen Punkten für Mechanize.

[…] Mechanize is Fear Factory's first album since Cazares' return, and the Cazares/Bell/Stroud/Hoglan lineup doesn't disappoint. This early 2010 release/2009 recording doesn't break any new ground for the band -- Mechanize is very much a throwback to the industrialized Fear Factory sound of the '90s -- but there is no shortage of passion on scorching tracks like "Christploitation," "Designing the Enemy," "Oxidizer," and "Industrial Discipline" […]. If Mechanize lacks the freshness that characterized Fear Factory on Soul of a New Machine, Demanufacture, or Obsolete back in their '90s heyday, that doesn't make the performances any less inspired or focused. Cazares […] is still a sledgehammer of a guitarist, and he plays like he is thrilled to be a part of Fear Factory again. Mechanize isn't quite in a class with Demanufacture or Obsolete, which are widely regarded as two of Fear Factory's most essential releases. But it's still an album that longtime followers will welcome.

In seiner laut.de-Rezension zu Mechanize bescheinigt Michael Edele Fear Factory, ein Album auf gewohnt hohem Niveau veröffentlicht zu haben und ordnet es stilistisch zwischen Demanufacture und Obsolete ein. Die Band setze mit dieser Veröffentlichung jedoch keine Akzente mehr, so Edele weiter. Die laut.de-Redaktion vergab für Mechanize 3 von 5 möglichen Punkten.

„[…] Wie eigentlich nicht anders zu erwarten war, knüpfen Fear Factory mit der Scheibe eher an die Alben aus der mittleren Karrierephase an. So passt "Mechanize" auch irgendwo zwischen "Demanufacture" und "Obsolete" zumindest was Härte, Strickmuster der Songs und mechanisch, unterkühlte Herangehensweise angeht. […] Im Prinzip ist das Jammern auf hohem Niveau, aber dank Arkaea und Divine Heresy kann man sich schon fragen, ob Fear Factory in diesem Jahrtausend noch echte Akzente setzen. Ein Album auf hohem Niveau, aber ob die Amis an ihre alten Erfolgszeiten anknüpfen können?“

Ähnlich fällt die Reaktion auf die neue Fear-Factory-Scheibe bei Jochen Gedwien von Plattentests.de aus – ein Album in gewohnter Fear-Factory-Manier, ohne Veränderungen, ohne stilistische Weiterentwicklung, aber von gewohnt hoher Qualität. Gedwien vergibt in seiner Albumkritik 5 von 10 möglichen Punkten.

„[…] Wer Überraschungen oder Stilveränderungen sucht, wird auf "Mechanize" erwartungsgemäß wieder nicht fündig werden. Zeitreisende jedoch schon. Fortschritt durch Rückschritt. Wo andere Genrevertreter in heutigen Zeiten jede Menge unnötigen Schnickschnack auffahren und sich unbedingt verändern wollen, kehren die Metalhelden der 90er phasenweise zurück zu ihren Wurzeln. […] Schwerpunktmäßig wird in bekannter Manier und Aggression mächtig ausgeteilt. Alles wie immer also: Bei "Mechanize" ist Fear Factory drin - wo es denn nun schon mal draufsteht.“

## Singleveröffentlichungen und Musikvideos
Zum Stück Fear Campaign, der ersten offiziellen Single des Albums, wurde ein Musikvideo produziert, das bereits am 2. Februar 2010 vorab veröffentlicht wurde.

## Titelliste
1. Mechanize – 4:41  (Musik: Dino Cazares, Gene Hoglan / Text: Burton C. Bell)
2. Industrial Discipline – 3:38  (Cazares / Bell)
3. Fear Campaign – 4:54  (Cazares / Bell)
4. Powershifter – 3:49  (Cazares / Bell)
5. Christploitation – 4:58  (Cazares, Hoglan / Bell)
6. Oxidizer – 3:44  (Cazares / Bell)
7. Controlled Demolition – 4:24  (Cazares / Bell)
8. Designing the Enemy – 4:54  (Cazares / Bell)
9. Metallic Division – 1:30  (Cazares)
10. Final Exit – 8:16  (Cazares, Hoglan / Bell)

Limited Edition Digipak
1. Crash Test – 3:46 1  (Cazares, Herrera / Bell)
2. Big God – 1:50 2
3. Self Immolation – 3:04 2
4. Soul Wound – 2:49 2

1 Neu eingespielte Version des gleichnamigen, bereits 1992 auf Soul of a New Machine erschienenen Titels. Nur auf der limitierten Digipak-Ausgabe enthalten.

2 Bonus-Downloads, erreichbar über interaktiven CD-Inhalt nach Einlegen in ein geeignetes PC-Laufwerk.

## Artwork
Das Artwork und das Layout wurden von Anthony Clarkson, das Layout der europäischen Version von Sattsign.com gestaltet. Das Coverbild wurde von Firebrain, Inc. kreiert.